# Modřovice
Modřovice (en allemand : Moderschowitz) est une commune du district de Příbram, dans la région de Bohême-Centrale, en République tchèque. Sa population s'élevait à 88 habitants en 2020.

## Géographie
Modřovice se trouve à 7 km au nord de Březnice, à 9 km au sud-sud-ouest de Příbram et à 62 km au sud-sud-ouest de Prague.
La commune est limitée par Vysoká u Příbramě au nord, par Třebsko et Tochovice à l'est, par Chrást au sud et par Rožmitál pod Třemšínem à l'ouest .

## Histoire
La première mention écrite de la localité date de 1367.

## Transports
Par la route, Modřovice se trouve à 8 km de Rožmitál pod Třemšínem, à 10,5 km de Příbram et à 70 km du centre de Prague.